# Alkmene

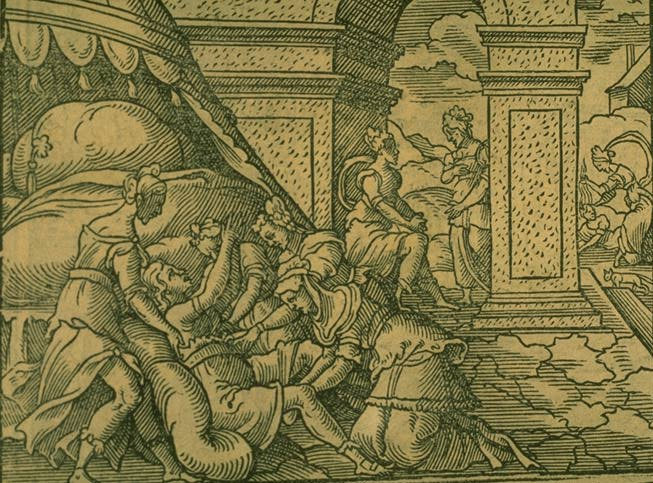
Alkmene. Gravyr av Virgil Solis.

Alkmene, eller Alkmena, är i grekisk mytologi en prinsessa av Mykene och drottning av Tiryns. Hon var dotter till Elektryon, kung av Mykene och gift med kung Amfitryon av Tiryns. Hon hade två tvillingsöner; den ena var Herakles, Zeus son, och den andra var Ifikles, Amfitryons son. Alkmena gifte sig senare med Rhadamantys.

## Myten om Herakles och Ifikles födelse
Tiryns konung Amfitryon var ute i krig. Hans hustru Alkmene var ensam kvar i palatset. Dagen innan kungen skulle återvända antog guden Zeus skepnaden av Amfitryon och tog sig in i Alkmenes gemak. Överraskad men lycklig över sin makes tidiga hemkomst överöste hon honom med kyssar och gick, utan att veta att han i själva verket var Zeus, till sängs med honom. För att förlänga sin njutning gjorde Zeus natten tre gånger längre än normalt. På morgonen återvände han till Olympen. 
När den riktiga Amphitryon kom hem förvånades han över att hans hustru inte välkomnade honom. Han var även förbluffad över hennes matthet och brist på sexuell glöd, samtidigt som hon förvånades över att maken uppenbarligen hade glömt gårdagens kärleksnatt.
Efter att Alkmene blivit havande med tvillingsöner berättade siaren Teiresias hur det hela egentligen låg till. Den äldste sonen som föddes var Zeus son, medan den yngre var kung Amfitryons son. Herakles, den äldre av de två, var som halvgud både större, starkare och vackrare än sin dödliga tvillingbror Ifikles.
Vid Herakles födelse svor Zeus att den som föddes den dagen skulle härska över sin granne. Hera såg, i svartsjuka, till att Herakles födelse fördröjdes till dess Eurystheus hade fötts, varpå denne blev härskare över Herakles istället. Det var under honom som Herakles senare tvingades utföra sina tolv stordåd.
Herakles, vars namn ironiskt nog betyder "Heras ära", var föremål för gudinnan Heras vrede och hon förföljde honom ständigt. Alkmene var den enda av Zeus älskarinnor som undkom Heras ursinne, eftersom hon var omedveten om att hon begick äktenskapsbrott.